# Trichoptya lamottei
Trichoptya lamottei is een vlinder uit de familie van de spinneruilen (Erebidae). De wetenschappelijke naam van de soort is voor het eerst geldig gepubliceerd in 1955 door Fletcher & Viette.